# Calanthe metoensis
Calanthe metoensis är en orkidéart som beskrevs av Zhan Huo Tsi och Kai Yung Lang. Calanthe metoensis ingår i släktet Calanthe och familjen orkidéer. Inga underarter finns listade i Catalogue of Life.